# 邢台道德经幢
邢台道德经幢位于中国河北省邢台市襄都区清风园内，是一处唐代道德经幢，开元二十七年八月五日邢州刺史李质所建，现为全国重点文物保护单位。经幢通高6.89米，幢身为八角柱形，刻有《道德经》原文及唐玄宗的释文。北宋、清代、中华民国时经幢曾得到重修。文化大革命中，经幢被炸药毁坏，仅余上下两截。1990年，文物部门补刻了炸毁的幢身中段，将幢重新立起，迁移至邢台清风楼后的花园中。

## 历史

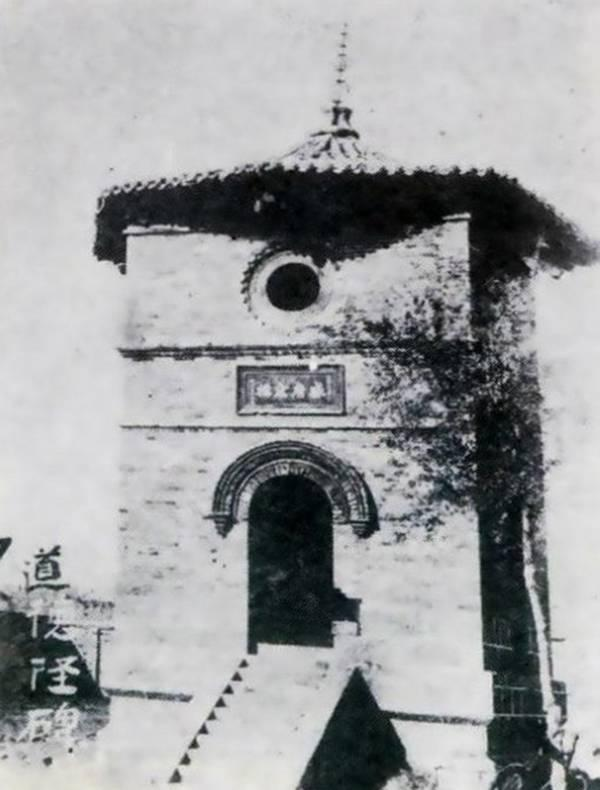
邢台道德经幢碑亭，摄于清末

唐玄宗李隆基尊崇道教。开元二十一年，唐玄宗亲自为《道德经》作注。开元二十三年，玄宗采纳道门威仪司马秀的建议，下令全国各州都要在一所大型道观中立石刊刻玄宗注道德经。开元二十七年八月五日，邢州刺史李质在邢州龙兴观修建了这座道德经幢。
北宋端拱元年，龙兴观只剩残墙草莽，经幢满是杂草和尘垢，幢座已经埋在污秽之中。官员派人清理经幢，并将其移至原址北侧三十尺处，修建了建筑和围墙。明代，归有光到访邢州时，龙兴观早已不存，仅剩一座占地半亩的建筑，之前是尼姑庵，后被改为社学，经幢位于屋后，很少有人知道这里有一座经幢。清代钱大昕和他之后的众学者都不知道这里存有一座唐代道德经幢。晚清学者缪荃孙重新发现了这座经幢，并在《艺风堂金石文字目》中记载了它。

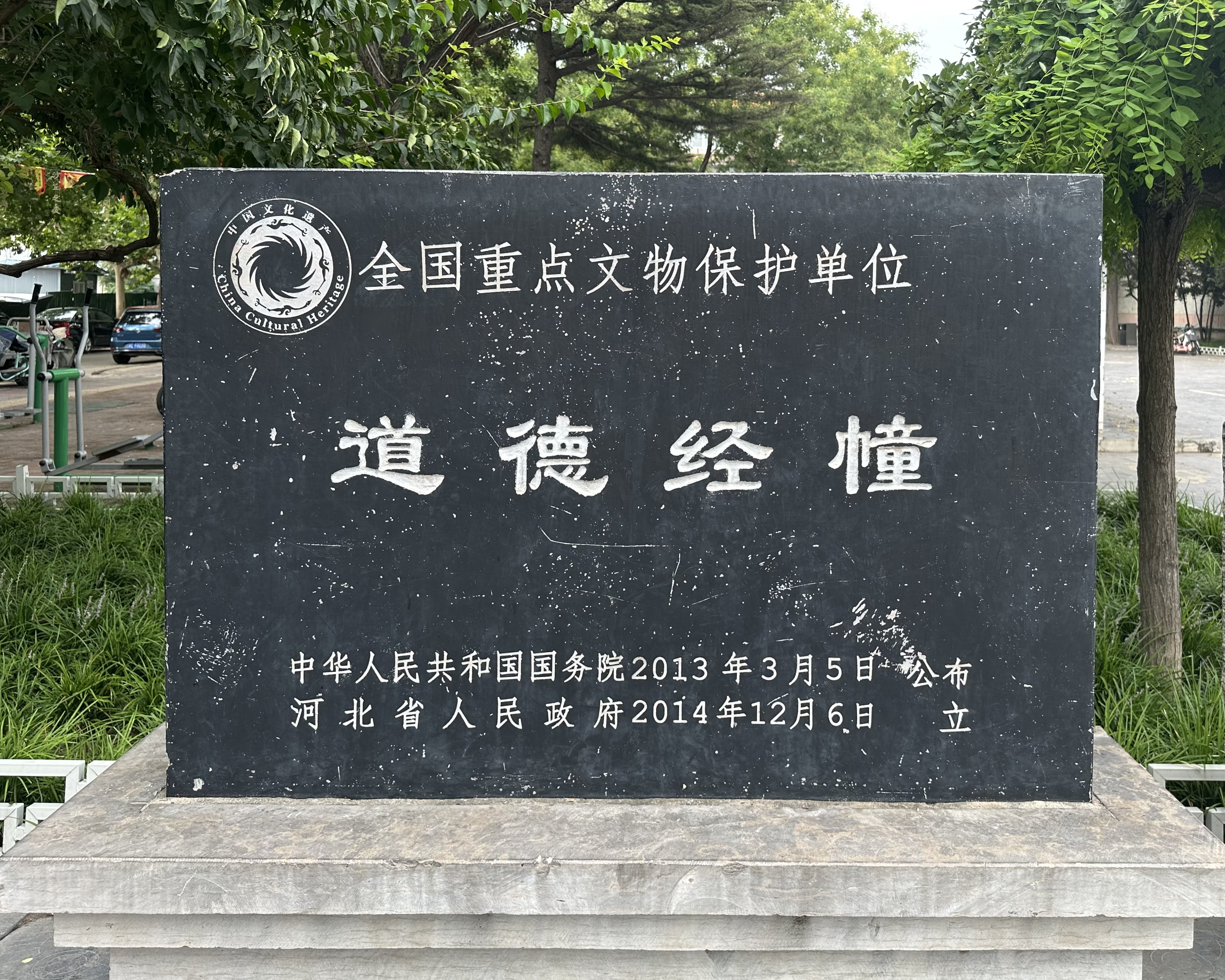
邢台道德经幢是全国重点文物保护单位

民国二十八年，县政府募集资金重修了台基、新建了碑亭。文化大革命中，邢台道德经幢被炸药炸坏，只剩上下两截。1982年，河北省人民政府将邢台道德经幢列入河北省文物保护单位。1990年春，文物部门补刻了文化大革命中被毁的经幢中段，将经幢重新立起。重修后，政府将经幢迁至邢台清风楼后的花园（清风园）内。2013年，经幢入选第七批全国重点文物保护单位。

## 形制
邢台道德经幢通高6.89米，分为顶、身、座三部分。幢身为八角柱形，幢身第一面至第七面刻《道德经》原文及唐玄宗注，第一面上部阳刻篆额“大唐开元圣文神武皇帝注道德经一部”十六字，每字高10.3厘米、宽11.2厘米。幢身文字传为褚遂良所书，但无法考证。第八面刻有唐开元二十七年题记与后世重修题记，上部刻有“大唐开元二十七年岁在单阏月中南吕五日乙丑皇五从弟中散大夫使持节邢州诸军事守邢州刺史上柱国质建”，中部刻大宋端拱元年三月二十五日知邢州军州事柱国何缵撰文、卢华书与李思顺刻《重修邢州龙兴观道德经台记》，下部刻大清道光十八年十月偃师段圻观题记和民国二十八年邢台县县长苗作新募资修台建亭记。幢座为仰莲形。